# Zatoka Korfska
Zatoka Korfska (ros. залив Корфа) – zatoka Morza Beringa, w azjatyckiej części Rosji na półwyspie Kamczatka; drugorzędna zatoka Zatoki Karagińskiej.
Leży w północnej części Zatoki Karagińskiej, pomiędzy półwyspami Ilpińskim i Gowiena; długość 75 km, szerokość około 70 km, głębokość do 68 m; rybołówstwo. Główny port nad zatoką Korfską: Korf.
Rosyjska nazwa została nadana na cześć A.N. Korfa, rosyjskiego generała, pierwszego gubernatora Kraju Amurskiego.
Część zatoki obejmuje Rezerwat Koriacki.